# 雙溪商圈
雙溪商圈為位於新北市雙溪區的商圈，主要範圍以三忠廟老街為主。為社區與觀光兼具的小鎮。除了好山好水還是有名的詩鄉，人文氣息十分濃厚。
商圈配合「低碳旅遊」政策，開始推動「雙溪雙鐵低碳旅遊」，吸引都會區遊客搭乘大眾運輸工具到雙溪騎自行車，除了帶動觀光，也為地方製造不少就業機會，農產品銷量創新高。此外，亦推動響應「餐廳不用免洗餐具」、「民宿可以放腳踏車」等綠色旅行概念。 
每年九月由公所舉辦山藥節，與鄰近農會（如瑞芳農會）共同農產品展售，社區發展協會支援表演活動，當地餐廳也推出山藥風味餐。

## 週邊觀光資源
步道包含虎豹潭石板步道、雙溪自行車步道、淡蘭古道等，此外亦有軟橋段親水公園等休憩景點。

## 外部連結
- 新北市形象商圈-雙溪商圈